# Павільйон зупинки трамвая (9-та станція Великого Фонтана)
Павільйон зупинки трамваю, тип № 6. МІсце розташування: 9 станція Великого Фонтану. Пам'ятка архітектури місцевого значення.

## Історія
Павільйон встановлено бельгійським акціонерним товариством одеських трамваїв у 1913 році.
Спочатку павільйон розташовувався на маршруті від центру Одеси до 16 станції Великого Фонтану. Зараз павільйон знаходиться на маршруті 18 трамвая. Як зупинка не використовується, так як був перебудован під магазин.

## Загальний опис
Павільйон («навіс») поширеного в Одесі типу. Подібні «навіси» є і на інших станціях Великого фонтану, а також вздовж Хаджибейської дороги (лінія «очеретового» трамвая № 20). Архітектурний стиль — модерн.
У бічних стінах первісно були розташовані вікна з рамами у стилі геометричного модерну. Біля павільйону розташована електрична підстанція.

## Галерея

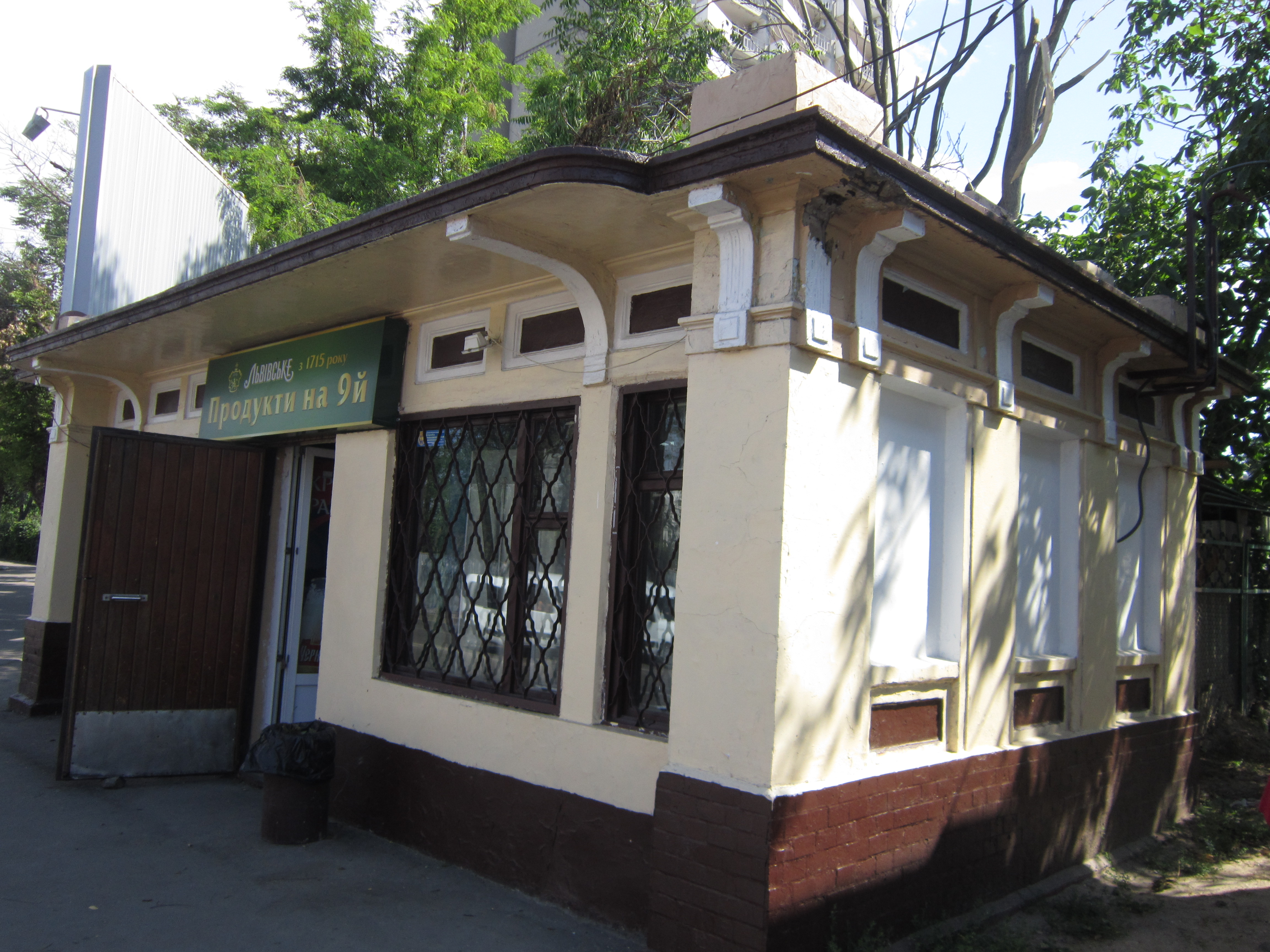